# 一硅化二钴
一硅化二钴（Co2Si）是钴的硅化物之一，可以在钴和硅的反应中生成，它在高温下可以被氧化为四氧化三钴或原硅酸钴。
它可以催化氢气和一氧化碳生成甲烷的反应。